# SSR2
SSR2‏ (Signal sequence receptor subunit 2) هوَ بروتين يُشَفر بواسطة جين SSR2 في الإنسان.